# Eluned King
Eluned King, née le 1er août 2002 à Swansea, est une coureuse cycliste britannique, originaire du Pays de Galles. Elle participe à des compétitions sur piste et sur route.

## Palmarès sur piste

### Championnats du monde
| Épreuve / Édition                   | Poursuite par équipes |
| Francfort-sur-l'Oder 2019 (juniors) | Bronze                |

### Jeux du Commonwealth
| Édition / Épreuve | Course aux points |
| Birmingham 2022   | Bronze            |

### Championnats d'Europe
| Épreuve / Édition        | Poursuite par équipes | Course aux points | Américaine |
| Gand 2019 (juniors)      | Argent                |                   |            |
| Apeldoorn 2021 (espoirs) | Argent                | 7e                |            |
| Granges 2021             | 4e                    |                   |            |
| Anadia 2022 (espoirs)    | Argent                |                   | Argent     |

### Championnats de Grande-Bretagne
- 2019
  - 3e de la poursuite par équipes
  - 3e de l'américaine